# Stefan Åsbrink
Stefan Åsbrink, född 9 juli 1962 i Karlstad, är en svensk före detta bandyspelare. Han var aktiv som forward mellan 1980-talet och 2000-talet. Han har spelat i SAIK, Hammarby och Sveriges landslag.
Numera är han egen företagare och bor i Sandviken i Gästrikland.